# Seilhac
 Seilhac  (en occitano Selhac) es una comuna y población de Francia, en la región de Lemosín, departamento de Corrèze, en el distrito de Tulle. Es la cabecera y mayor población del cantón de su nombre.
Su población en el censo de 2008 era de 1736 habitantes.
Está integrada en la Communauté de communes Tulle et cœur de Corrèze.

## Demografía
| 1243 | 1247 | 1319 | 1440 | 1540 | 1635 | 1736 |
| Para los censos de 1962 a 1999 la población legal corresponde a la población sin duplicidades (Fuente: INSEE [Consultar]) |      |      |      |      |      |      |